# Concertzaal

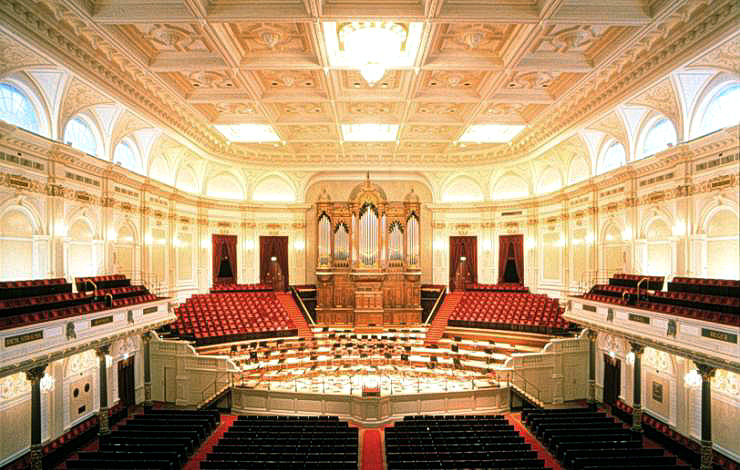
Grote zaal van het Concertgebouw in Amsterdam

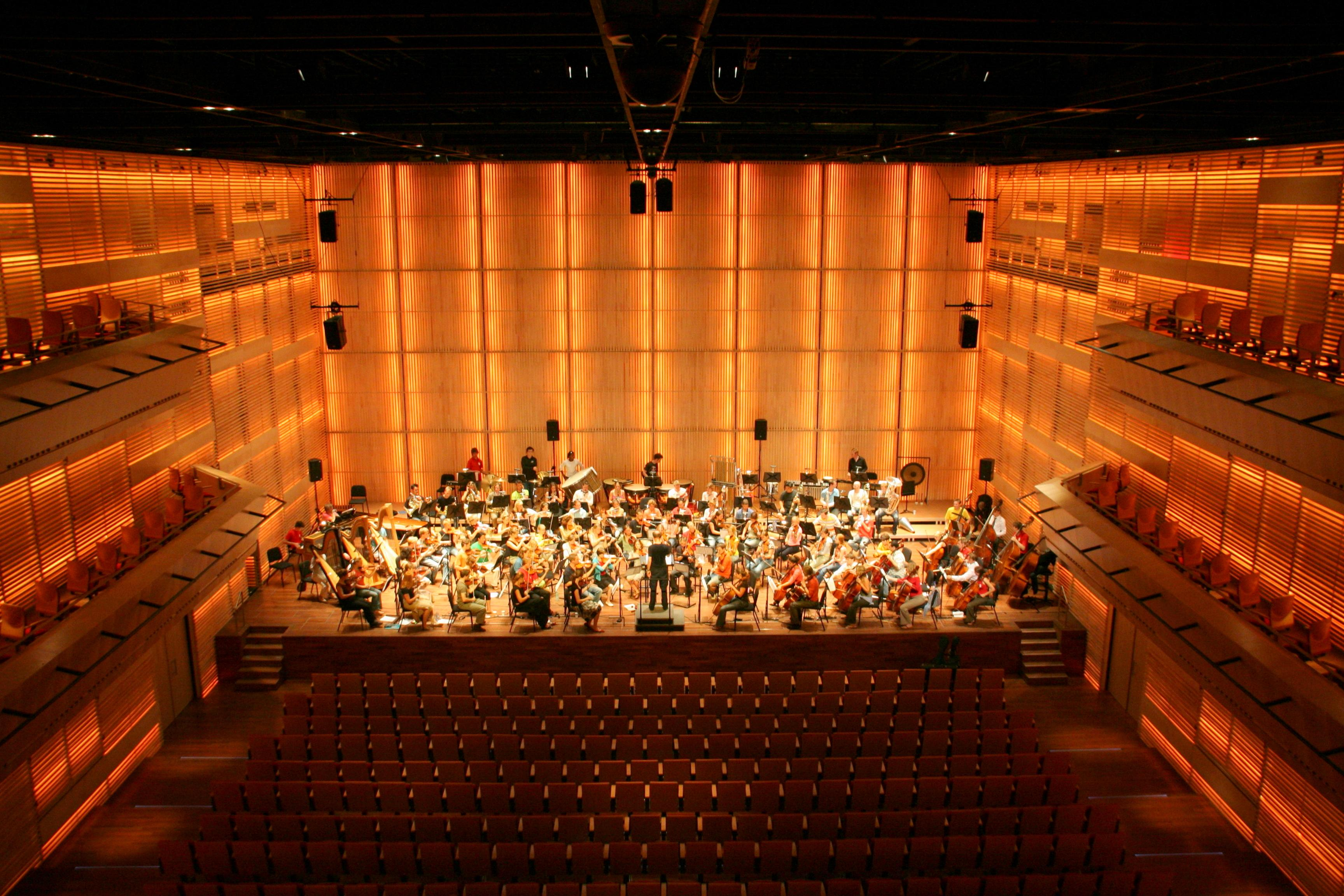
Grote zaal van het Muziekgebouw aan 't IJ in Amsterdam

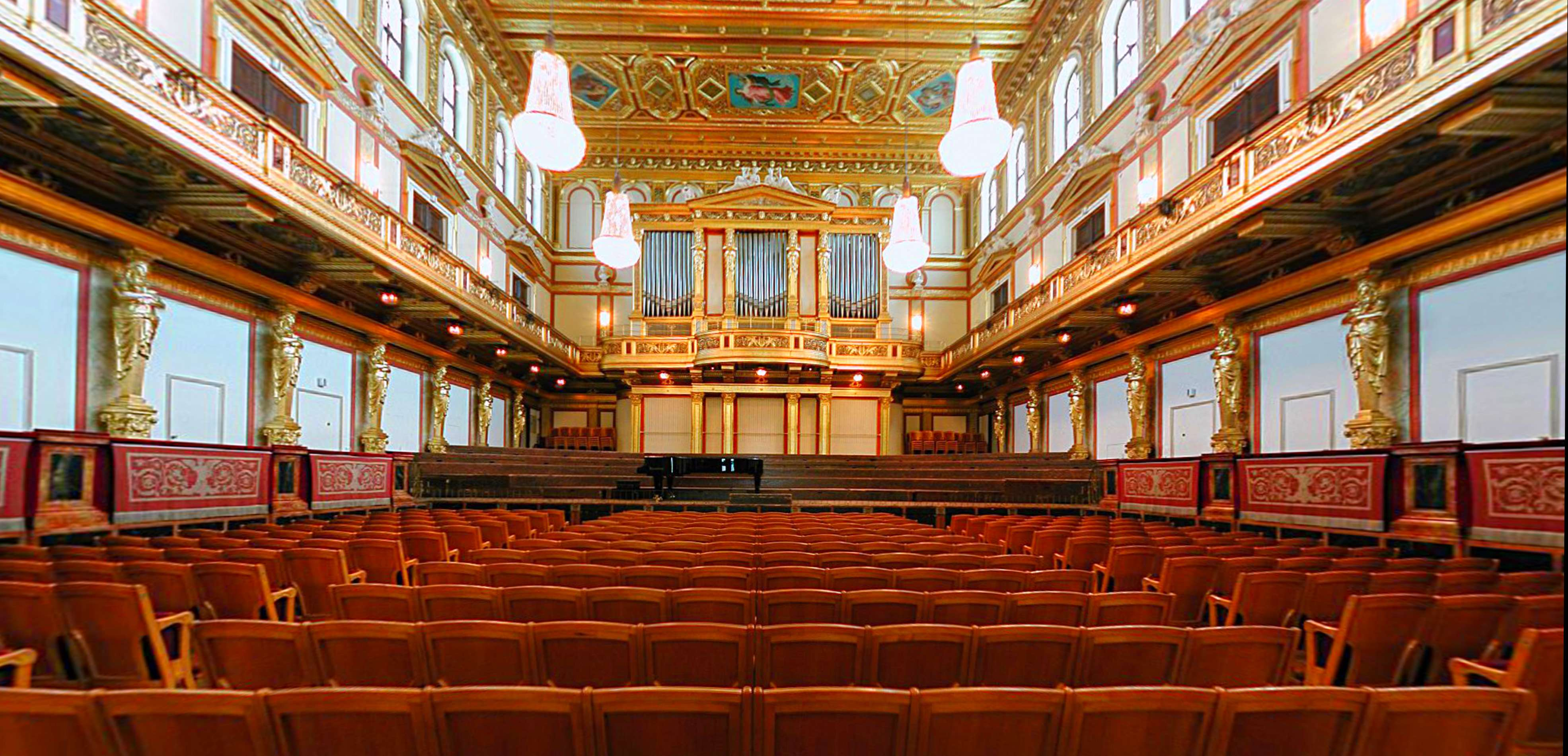
Gouden zaal van de Wiener Musikverein

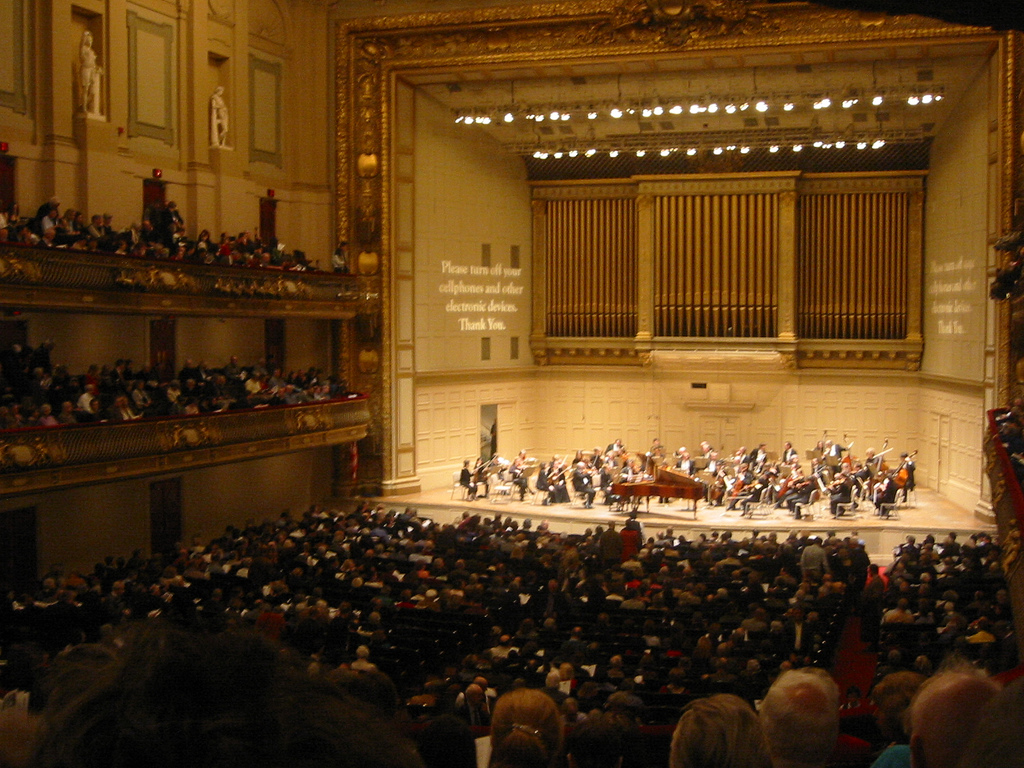
Boston Symphony Hall

Een concertzaal is een ruimte voor de uitvoering van vooral klassieke muziek. In vele concertgebouwen is er zowel een grote zaal voor uitvoeringen door symfonieorkesten als een kleine zaal voor kamermuziek. In de grote wereldsteden zijn er veelal meerdere concertzalen. Een klein aantal concertzalen is wereldberoemd vanwege de uitermate natuurlijke zaalakoestiek. Pas eind negentiende eeuw is de wetenschap van de akoestiek ontstaan: voordien bouwde men concertzalen min of meer op goed geluk of door het nabootsen van bestaande ruimtes. Er worden ook concertzalen voor popmuziek ontworpen.

## Concertzalen tot 1900
Begin zestiende eeuw werd het oudste nog bestaande Europese orkest opgericht, de Sächsische Staatskapelle Dresden. Als hof- en operaorkest beschikte dit echter lange tijd niet over een eigen concertzaal. In de achttiende eeuw ontstond er in Londen de gewoonte om in vaste ruimten concerten te gaan geven. In Leipzig concerteerde Bach met zijn zonen in het beroemde Café Zimmermann. Nadien ging men het Gewandhaus, het gebouw van het weversgilde, als concertzaal gebruiken. Men bouwde in de negentiende eeuw een nieuw Gewandhaus dat al spoedig beroemd werd om de uitstekende akoestiek; helaas werd het in 1943 verwoest. In 1981 werd het derde Gewandhaus geopend, de thuisbasis van het Gewandhausorchester.
In vele steden behielp men zich met bijvoorbeeld omgebouwde kerken. Het gebouw Felix Meritis (1787) te Amsterdam is het eerste Nederlandse gebouw dat vanaf het begin een concertzaal heeft gekend. In Wenen bouwde de Gesellschaft der Musikfreunde het in 1870 geopende gebouw van de Wiener Musikverein, waarvan de Grosser Saal een zeer mooie akoestiek bezit. In deze zaal ontwikkelde de Wiener Philharmoniker haar onverwisselbare klank. Dit orkest geeft in deze zaal jaarlijks op 1 januari het wereldberoemde Nieuwjaarsconcert dat in veel landen rechtstreeks op TV wordt uitgezonden. Bij de bouw van het Concertgebouw (1888) in Amsterdam heeft architect Adolf Leonard van Gendt vooral de bouwtekening van het Neue Gewandhaus (geopend in 1884) bekeken. In Boston was de uitgesproken beroerde akoestiek van de lezingenzaal in het Fogg Art Museum in 1895 aanleiding voor het eerste wetenschappelijke onderzoek naar de akoestiek door Wallace Clement Sabine. Sabine stelde de wet van Sabine vast voor de meting van de galmtijd. Hij kon de akoestiek van de lezingenzaal in Boston flink verbeteren. Sabine kreeg nadien de opdracht voor het ontwerpen van een zaal voor het Boston Symphony Orchestra, de Boston Symphony Hall (1900), die met het Concertgebouw en de Musikverein in Wenen tot de beste concertzalen ter wereld behoort.

## De vormgeving van een concertzaal
Vele concertzalen hebben een min of meer rechthoekige vorm, soms neerbuigend betiteld als een schoenendoos. Ze zijn meestal relatief smal en hoog. De wanden en het plafond zijn meestal voorzien van een vorm van reliëf of veelhoekige vlakken die het geluid zodanig reflecteren dat het menselijk oor dit beter en natuurgetrouwer kan waarnemen. De absorptie van geluid door de wanden, vloer, plafond en stoelen en de daarvoor gebruikte materialen spelen hierbij ook een rol. Ook het menselijk lichaam absorbeert geluid, zodat de aanwezigheid van bezoekers de akoestiek eveneens beïnvloedt. Zalen als de Philharmonie in Berlijn (1963) en Muziekcentrum Vredenburg in Utrecht (1979) vallen op door hun veelhoekige vorm waarbij het publiek rondom het podium zit. Hierdoor hebben de luisteraars in ieder geval goed zicht op de uitvoerenden. Bij de bouw van nieuwe concertzalen in Japan heeft men geëxperimenteerd met geheel andere zaalvormen. In zalen zonder goede reflectie, met te weinig of te veel nagalm, klinkt de muziek doffer en benauwder respectievelijk te hard en te ruim. Sommige muziekcentra, zoals de Davies Symphony Hall (1980/1992) in San Francisco, de Symphony Hall (1991) in Birmingham en het Muziekgebouw aan 't IJ (2005) te Amsterdam, hebben een zaal met instelbare akoestiek.
In Nederland zijn onder de oudere concertzalen behalve het Amsterdamse Concertgebouw ook het Concertgebouw te Haarlem en de Vereeniging te Nijmegen bekend om hun goede akoestiek. Bij de bouw van nieuwe concertzalen is er met wisselend succes gewerkt aan een aanvaardbare akoestiek. De grote zalen van De Doelen in Rotterdam, Muziekcentrum Vredenburg in Utrecht, en ook die van de muziekcentra in Enschede en Eindhoven, evenals Orpheus in Apeldoorn, bezitten elk specifieke kwaliteiten.

## De akoestische eigenschappen van concertzalen
Een expert op het gebied van zaalakoestiek is ongetwijfeld de Amerikaanse akoesticus Leo Beranek. De tweede editie (1979) van zijn boek Concert Halls and Opera Houses: Music, Acoustics, and Architecture bevat de beschrijving, foto's, bouwtekeningen en architectonische details van 100 concertzalen verspreid over 31 landen.
In zijn boek legt de auteur er de nadruk op dat de akoestiek van een concertzaal niet alleen van belang is voor de luisteraar in de zaal maar ook voor de componist en uitvoerders op het podium. Tevens legt hij het verband tussen de specifieke akoestiek van een zaal en zijn ouderdom, vormgeving, bezetting, uitvoering en materiaal van de zetels en het
bouwmateriaal gebruikt voor de wanden en het plafond. Hij geeft ook aanbevelingen voor het aanleggen van de balkons en het podium. In zijn werk vergelijkt hij de subjectieve beoordeling van musicologen in 21 operagebouwen met de objectieve elektro-akoestische metingen die er werden uitgevoerd.
Uitvoerig gaat hij in op de ingrepen die geleid hebben tot de uitstekende akoestische kwaliteiten van het Boston Symphony Hall dat geopend werd in 1900.

## Moderne concerthallen

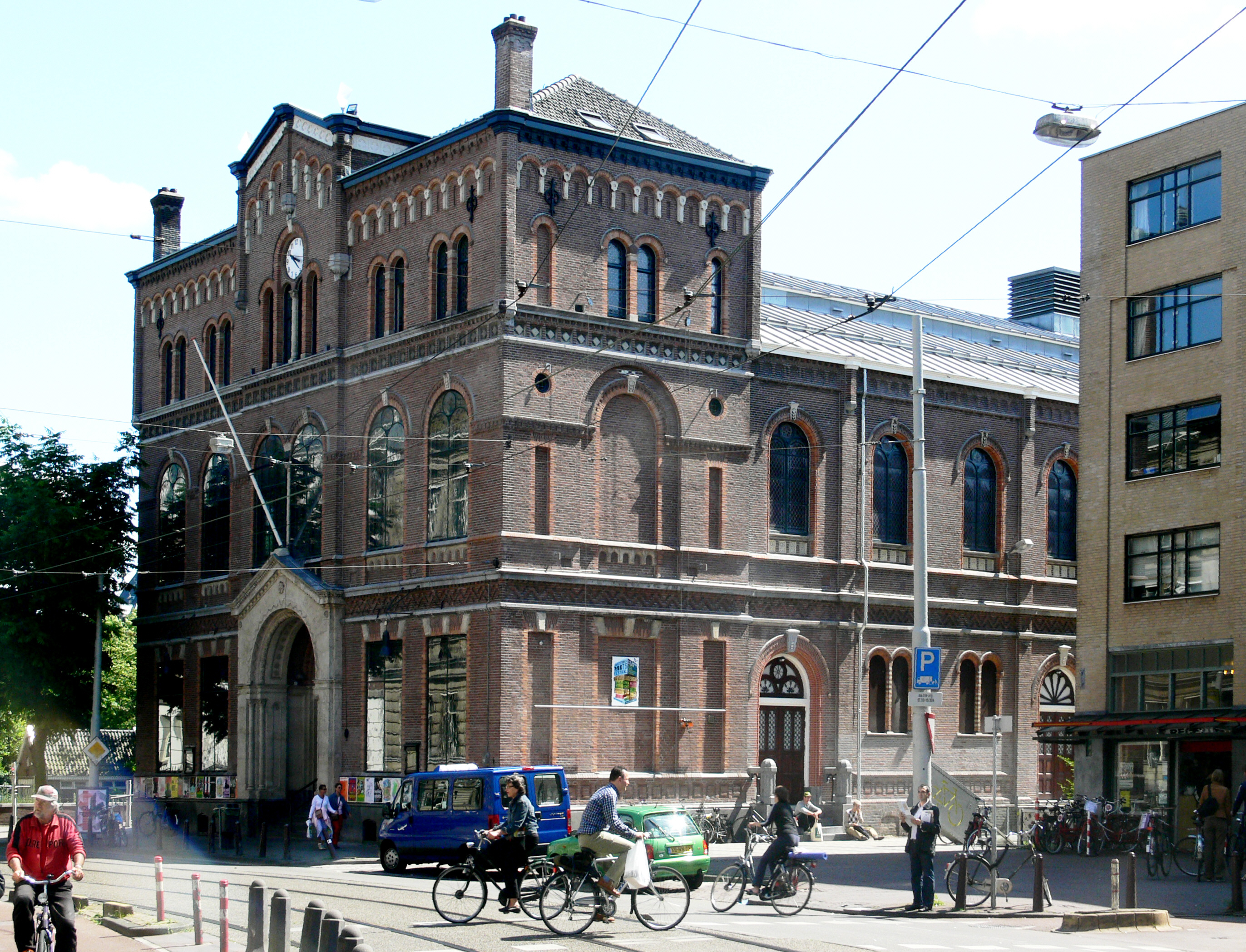
Paradiso

Anders dan de klassieke concerthallen zijn de moderne concerthallen vaak multifunctionele centra. De concerthal wordt bijvoorbeeld mede gebruikt als expositieruimte, voor voetbal- en basketbalwedstrijden of congresruimte. De bezoekerscapaciteit van de moderne poppodia kan vele malen groter zijn dan van de klassieke concerthal. De grootste moderne concerthallen binnen Nederland zijn staan hieronder in de lijst.
| Concerthal                   | Stad             | Bezoekerscapaciteit |
| ---------------------------- | ---------------- | ------------------- |
| Johan Cruijff ArenA          | Amsterdam        | 71.000              |
| De Kuip                      | Rotterdam        | 50.000              |
| GelreDome                    | Arnhem           | 41.000              |
| Philips Stadion              | Eindhoven        | 35.000              |
| Ziggo Dome                   | Amsterdam        | 17.000              |
| Ahoy                         | Rotterdam        | 16.500              |
| Breepark                     | Breda            | 13.000              |
| Klokgebouw                   | Eindhoven        | 10.000              |
| RTM Stage (Ahoy, vanaf 2020) | Rotterdam        | 7.500               |
| MAINSTAGE                    | 's-Hertogenbosch | 6.000               |
| AFAS Live                    | Amsterdam        | 6.000               |
| RDM Onderzeebootloods        | Rotterdam        | 5.000               |
| 013                          | Tilburg          | 3.000               |
| Rodahal                      | Kerkrade         | 2.500               |
| Maassilo                     | Rotterdam        | 2.000               |
| Tivoli Vredenburg Ronda      | Utrecht          | 2.000               |
| Paradiso                     | Amsterdam        | 1.500               |
| Amare                        | Den Haag         | 1.500               |
| Melkweg                      | Amsterdam        | 1.500               |
| De Basiliek                  | Veenendaal       | 1.500               |
| Effenaar                     | Eindhoven        | 1.200               |
| Doornroosje                  | Nijmegen         | 1.100               |

## Selectie van internationale concertzalen (alfabetisch op naam)
- Ancienne Belgique, Brussel
- AMUZ, Antwerpen

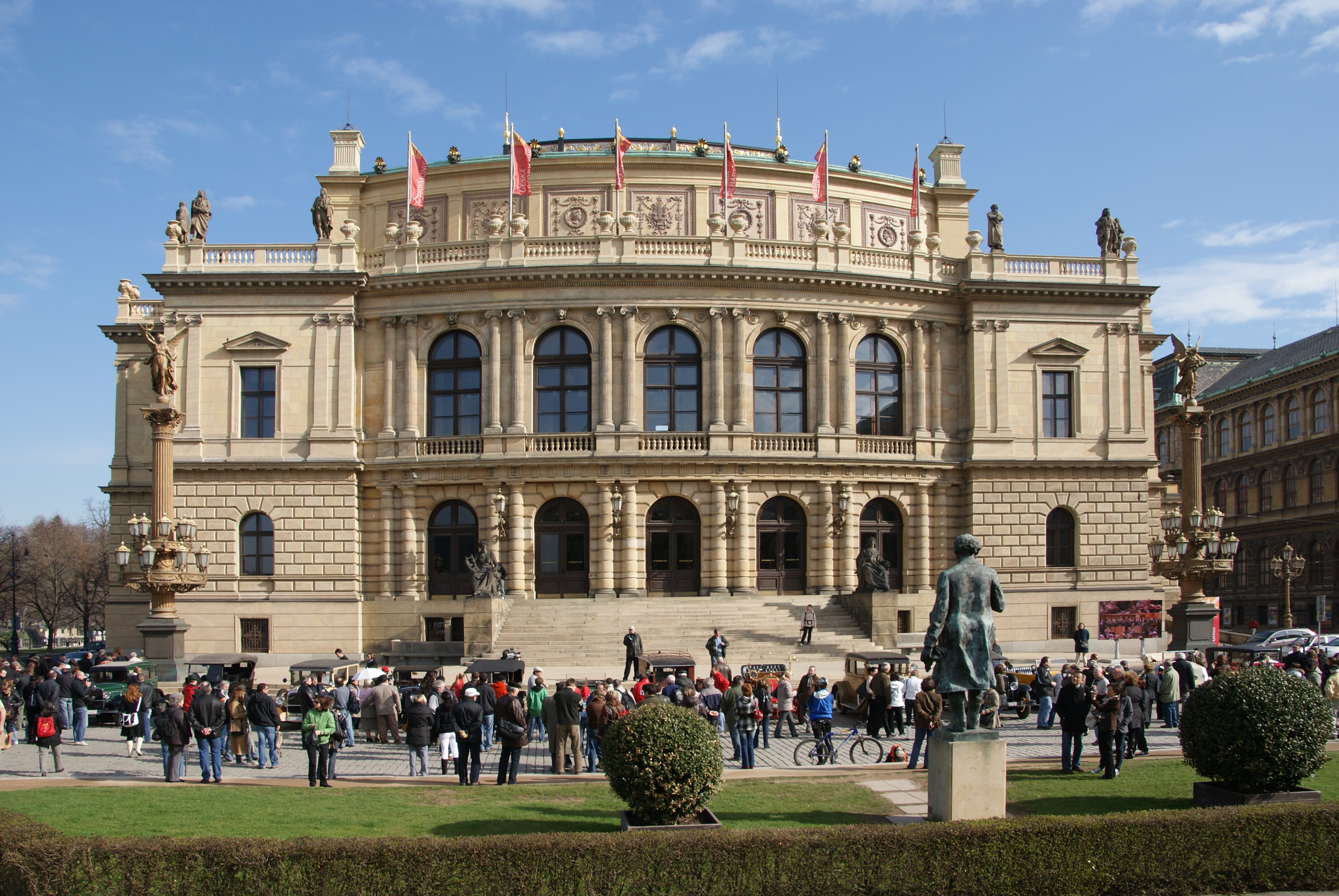
Rudolfinum Praag

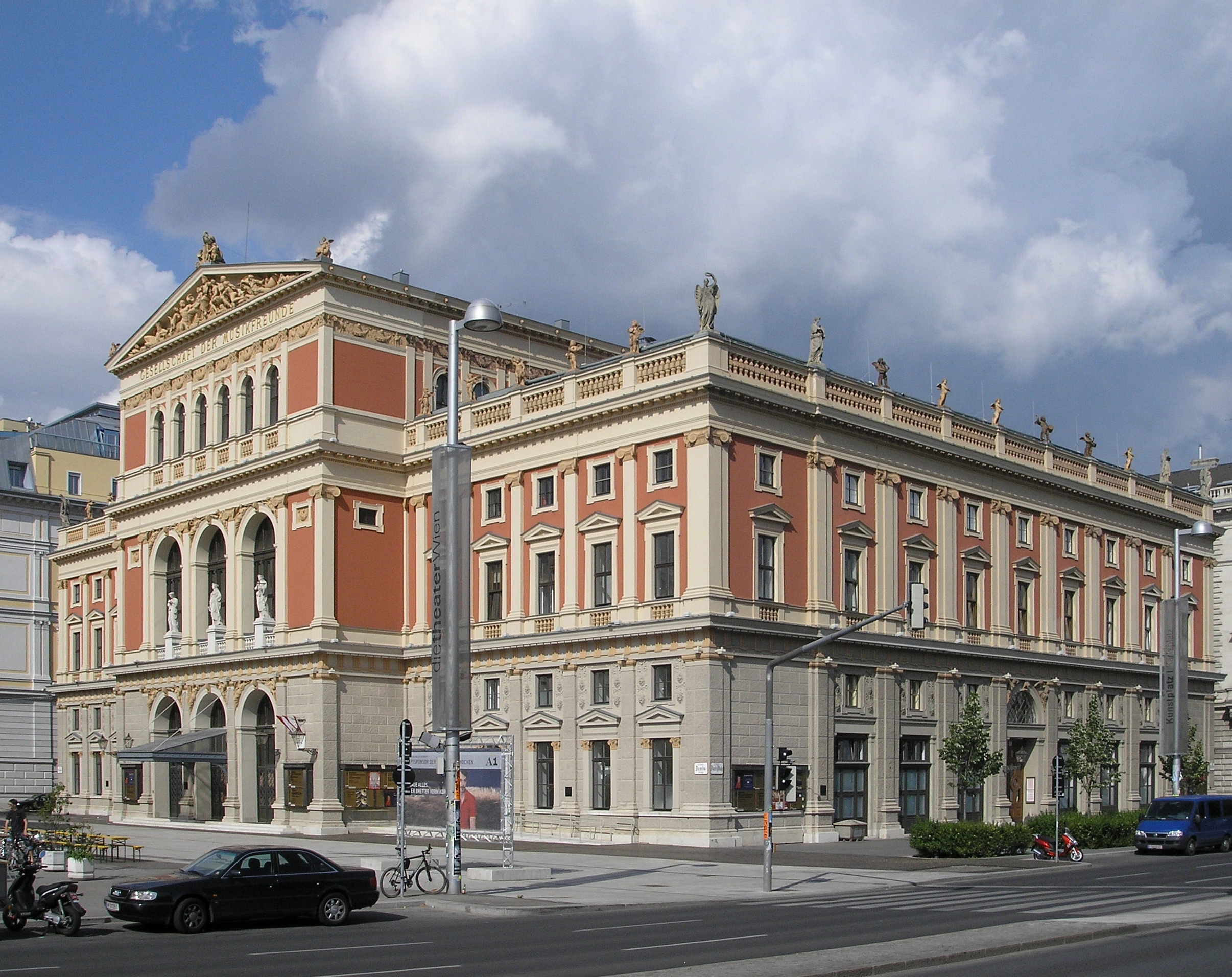
Wiener Musikverein

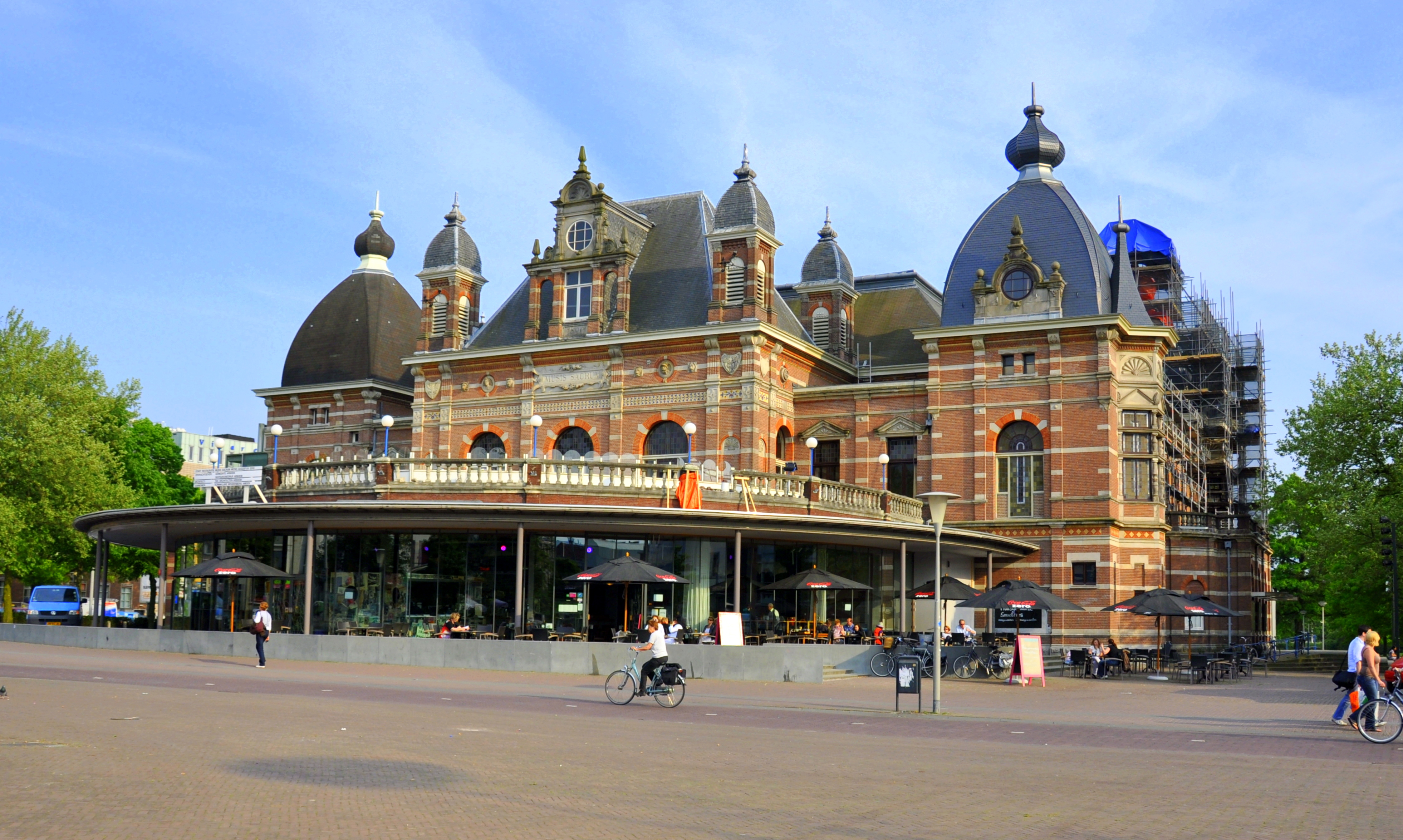
Musis Sacrum Arnhem

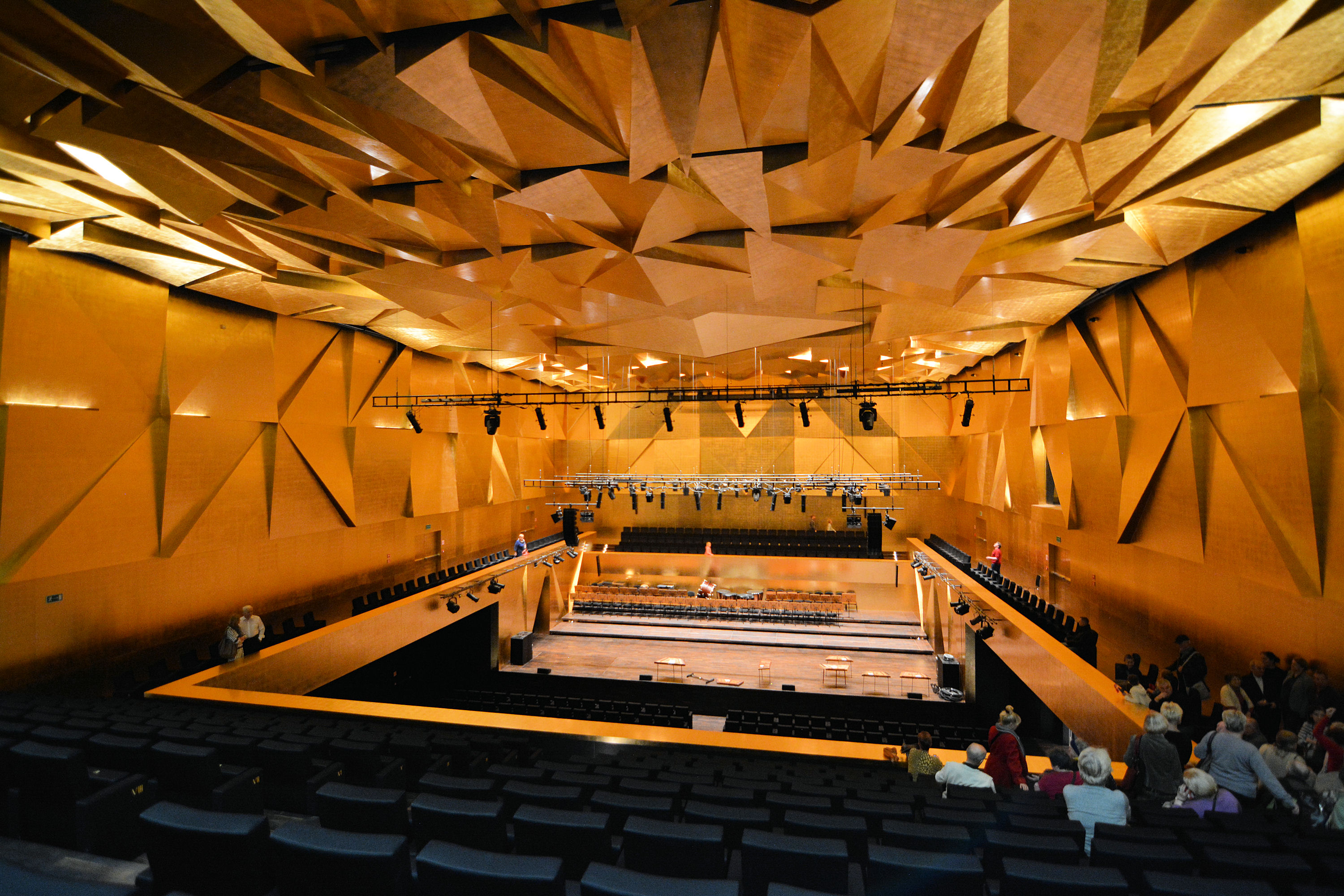
Filharmonia Szczecin, Polen

- Ateneul Român (Boekarest, Roemenië)
- Amare, Den Haag
- Bachzaal, Amsterdam
- Boston Symphony Hall, Boston
- BOZAR, Brussel
- Carnegie Hall, New York
- Concertgebouw, Amsterdam
- Concertgebouw, Brugge
- Concertgebouw de Vereeniging, Nijmegen
- DAR Constitution Hall, Washington, D.C.
- Davies Symphony Hall, San Francisco
- De Basiliek, Veenendaal
- De Doelen, Rotterdam
- Cultuurcentrum De Spil, Roeselare
- Felix Meritis, Amsterdam
- Gewandhaus, Leipzig
- Helsinki Muziekcentrum, Helsinki
- Koningin Elisabethzaal, Antwerpen
- Royal Albert Hall, Londen
- Musis Sacrum, Arnhem
- Muziekcentrum Enschede, Enschede
- Müpa, Budapest
- Muziekcentrum Frits Philips, Eindhoven
- Muziekgebouw aan 't IJ, Amsterdam
- Orpheus, Apeldoorn
- Philharmonie Haarlem
- Filharmonia Szczecin (Polen)
- Rudolfinum, Praag
- Semperoper, Dresden
- The Steeple
- Symphony Hall, Birmingham
- TivoliVredenburg, Utrecht
- Vorst Nationaal, Vorst (Brussel)
- Wiener Musikverein
- Zénith, Parijs